# Школска дисциплина
Школска дисциплина је скуп правила по којима се ученици и професори понашају у школи за време и ван часова. Школовање деце је постала масовнија појава а онда и законом утврђена обавеза последњих две стотине година на овим просторима. Правила понашања су у почетку била крута и строга. Ако није изричито наведено, оваква школска дисциплина се спроводила у школама шездесетих година двадесетог века.

## Панталоне
Ученици, дечаци до петог разреда, у школу су долазили у кратким панталонама. Ако је било много хладно носили су дугачке чарапе. Панталоне са дугим ногавицама су биле скупе, деце је у свакој породици било много, а брзо расту.
Овај обичај је трајао у првој половини двадесетог века. Фармерке су биле забрањене до седамдесетих година. То се сматрало „културном инфериорношћу“ у односу на западне, капиталистичке земље.

## Школске капе
Ђаци су носили школске капе од тамног, црног или тегет, штофа. Капе су имале мали ширит, као заштиту очију од сунца или кише. На предњој страни капе, од месинга, се налазио римски број који је означавао у који разред ученик иде. 
Ученици су били обавезни, то је спадало у лепо васпитање, да први поздраве старију особу скидањем капе. Ученичке капе су се носиле до средине педесетих година.

## Школске кецеље
Све девојчице и девојке које су похађале основну или средњу школу су носиле школске кецеље. Кецеље су се правиле од јефтиних материјала, крој је морао бити једноставан. Сукња или хаљина није смела да вири испод кецеље.
Кецеље су биле тамнијих боја најчешће црне или тегет боје. Носиле су се преко друге одеће. Кецеље су смеле да имају белу крагну или да бела крагна блузе вири из кецеље. Било је школа у којима чак ни кукичане крагне нису биле дозвољене. Функција кецеља је била да заштити одећу али и да спречи било какво „модирање“ и стварање видљивих социјалних разлика међу ученицима

## Школске клупе
Ученици су седели у скамијама. Скамија је „комплет“ за седење и писање, од пуног дрвета. Седиште се не може приближити столу. Испод плоче за писање постоји преграда где се оставља школска торба и књиге. На горњој плочи за писање је издубљен плитки канал за оловке и удубљење за флашицу са мастилом, јер је плоча за писање под благим нагибом па би се оловке котраљале и падале са горње плоче. Ђацима је било строго забрањено, али су то готови сви чинили, писање по горњој плочи скамије. То се обично радило перорезом или другим оштрим предметом. Поруке са скамије су вероватно имале свог наследника у графитима.
Функција скамије је била и у томе да деца седе „усправно“ држећи руке на леђима, док би слушала излагање предавача. На неким факултетима и данас у Београду постоје амфитеатри чија седишта подесећају на скамије.

## Изласци
Ученици су до 20 часова смели бити на улици. Ако би професор затекао ученика на улици, после тог времена, он би сутра сигурно био кажњен. У Београду а вероватно и другде професори и ученици се нису шетали истом страном улице. Ово се односи ипак на период пре Другог светског рата.

## Пушење
Одувек је било забрањено.  Пушило се у клозетима, а ко би био ухваћен драконски је кажњаван.

## Алкохол и дрога
Алкохол и дрога су били непознати.

## Бежање са часова
Бежање са часова, целог одељења, постала је чешћа појава тек касније. Обично се бежало пред писмени задатак или испитивање. Казне су биле врло строге.

## Понашање у учионици
Приликом уласка професора, учитеља или било које старије особе за време часова сви ђаци су устајали у тишини, у знак поздрава. То је важило и за средње школе.
Сваке недеље (мењали су се) по два ђака су били „редари“ а њихов посао је био да оперу сунђер, обришу таблу и да на почетку часа реферишу професору или учитељу ко није на часу.

## Кажњавање
Физичко кажњавање је било уобичајена појава. Најчешће се користио прут којим се ударало по испруженом длану. Пуцање коже и крварење је било дозвољено. 
После Другог светског рата физичко кажњавање је укинуто. Уместо тога су уведени укори. Укор разредног старешине, укор директора школе, укор наставничког већа. Укор се уписивао у ђачку књижицу и аутоматски је значио нижу оцену из владања. Укор директора или наставничког већа се уписивао у неку врсти дневника школе и ако би неко био кажњен, књига би била ношена од одељења до одељења, сви ученици би стајали и саслушали ко је и каквом казном кажњен. Избацивање из школе је била најтежа казна и то је значило да тај ученик сад већ видно „обележен“ мора да се упише у другу школу која је даље, па треба дуже путовати а и мора да се уклапа у нову средину где није добродошао.
Повратком Цркве у школе у неким државама у окружењу, поново је уведено физичко кажњавање непослушних ученика.

## Прибор за писање
У првом разреду се писало на малим таблицама, црне боје са извученим линијама. Уз таблицу је постојала креда или писаљка. Написано је могло да се обрише сунђером.
У другом разерду се писало и пером које би се умакало у мастило. Перо од метала би се трошило па је било могуће заменити перо које је било смештено у дрвено држаље. 
Постојао је предмет „Лепо писање“ који је био обавезан у првих шест разреда школовања.
Углавном се писало дрвеним оловкама које су се зарезивале резачем. 
Хемијске оловке нису постојале до шездесетих година а и када су се појавиле њихова употреба је била забрањена. 
Наливпера су била скупа и ретка.
За техничке цртеже се користило редис перо а уместо мастила туш.
Оловке и пера су се држала у дрвеној кутији која се звала перница.

## Фискултура
Фискултура је постојала и организовала се у школама према могућностима. У школама где су постојале фискултурне сале, настава се одвијала у њима. Опрема се састојала од белих мајица и платнених панталоница. Такође патике су биле обавезне. Они који су тражили „поштеду“ морали су да скину ципеле и да стану у врсту на почетку часа.